# 利益
利益是受客观规律制约的，为了满足生存和发展而产生的，人们对于一定对象的各种客观需求。因為利益而產生的人際關係又稱利害關係。一個人的利益常常是物質（如金錢）、權力、地位或名聲等事物，但這並非利益全部可能的形式。
雖然「利益」一詞常常涉及政治或商業情境，但人人都有利益，因此利害問題是人人都無可避免的，而利害關係也並非是只有政治人物或商業人士才有的問題。而利益衝突也是一個重要的課題。許多倫理道德的問題也與利益相關，利益分配也是政治的核心問題之一。

## 影響
追求自身利益本身是道德中性的；然而，為了自身利益而傷害他人、與人發生衝突或者違反規則的作為，被認為在道德上是可議甚至是錯誤的。為了自身利益而與人發生的衝突又稱爭權奪利，爭權奪利的行為普遍為人所鄙夷。在一般語境上，「爭權奪利」一詞常常與爾虞我詐、勾心鬥角等詞彙連用，而「耍心機」則是一個常常用在爭權奪利的情境中，指稱爭權奪利時所用的手段的詞彙。
爭權奪利除了使人永久地失去原有的純真與當下失去該有的善良外，組織內部不同人員之間的利益衝突，往往會演化成內鬥，組織內部人員之間的利益衝突也是辦公室政治的起因之一；然而組織不同成員間的利益衝突所起的各種內鬥，往往會對組織成員的士氣及組織生產力，造成強大的負面影響。辦公室政治無可避免地會內耗生產力，更會徹底打擊員工的士氣與鬥志，辦公室政治一般是摧毀員工士氣及破壞生產力的因素之一。

## 人類心理
研究指出，人類在碰到現實利益時，可能會禁不起誘惑而違背良心，選擇傷害人拿錢。在單純的思想實驗中，大約64%的人聲稱不會為了錢而給人電擊；但同樣的實驗指出，在碰到真實的利益時，絕大多數（96%）的人都會選擇電人拿錢。對這些人腦部活動的觀察顯示，這些人拿錢時心裡很掙扎，但最後良心依舊抵不過現實利益的誘惑。

## 政治
在政治上，一些政治人物會因為利益而決定其行為模式，而被稱為政客。除了個人外，不同的個體亦會因為有共同的利益而集合起來加強本身力量以得到所需利益，成為利益團體。另外，一些社會如香港會對政府官員與商人之間的互相給與利益的利益輸送引起反感，例子有香港前房屋署署長梁展文的任職新世界集團事件。